# Kaukkostenjärvi
Kaukkostenjärvi är en sjö i Finland. Den ligger i Nådendals stad i landskapet Egentliga Finland, i den sydvästra delen av landet, 180 km väster om huvudstaden Helsingfors. Kaukkostenjärvi ligger 20 meter över havet. Den ligger på ön Livonsaari. Arean är 8,4 hektar och strandlinjen är 1,12 kilometer lång. Sjön  ingår i Norra Skärgårdshavets avrinningsområde. 